# Pachitea habenula
Pachitea habenula är en insektsart som först beskrevs av Jacobi 1905.  Pachitea habenula ingår i släktet Pachitea och familjen dvärgstritar. Inga underarter finns listade i Catalogue of Life.